# 山梨馬車鉄道
山梨馬車鉄道（やまなしばしゃてつどう）は、山梨県甲府市と東山梨郡勝沼町（現在の甲州市勝沼町）、南巨摩郡鰍沢町（現在の富士川町）を結んでいた馬車鉄道。中央本線・富士身延鉄道（現在の身延線）開通前、甲府周辺唯一の鉄道系交通機関として、また富士川舟運の陸上連絡輸送手段として重要な役割を果たし、「ガタ馬車」という愛称がつけられていた。山梨交通電車線の母体となった鉄道でもある。

## 概要
甲府市の中心街である柳町や八日町を中心に、東の石和へ向かう路線と南の鰍沢河岸に向かう路線が一体化した逆L字形の本線と、柳町から甲府駅前へ至る支線とに分かれ、全体ではT字型の線形となっていた。中央本線が甲府に達する前は駅前への路線は存在せず、路線も石和から先の勝沼まで通じていた。
通常の軌道でいう車庫にあたる厩舎は太田町・石和・勝沼など各地に置かれており、太田町厩舎には後に本社が移転して本社併設となった。また同時に分社として「出張所」が主要地点に設置されていた。こちらはいわゆる営業所である。

### 路線データ
- 営業区間：勝沼 - 石和 - 柳町 - 千秋橋東詰 - 浅原橋 - 鰍沢河岸、柳町 - 錦町 - 甲府駅前
- 路線距離（営業キロ）：石和 - 柳町 - 鰍沢河岸間14マイル75チェーン＝約23.9km、柳町 - 甲府駅前間1マイル＝約1.6km（計15マイル75チェーン＝約25.5km）
- 軌間：666mm（2尺2寸）
- 複線区間：全線単線
- 電化区間：なし
  - 動力：馬力

軌間は通常用いられるヤード・ポンド法ではなく、尺貫法であった。
路線距離については、営業時には全てマイル・チェーン表記であった。ここでは『鉄道要覧』の最古の前身にあたる『軌道一覧』のデータを元にし、1マイル＝約1.6km、1チェーン＝約0.02kmとして計算した。ただし勝沼 - 石和間の路線距離が不明であることから、本当の意味での全体の路線距離はつまびらかではない。なお会社から鉄道省へ提出された公文書では「15哩75鎖」＝「15マイル75チェーン」ではなく「15哩75分」となっているものがあるが、「分」はいわゆる「10分の1」の意味で、2桁になることは有り得ないため誤記と考えられる。
なお休止後、メートル法への換算が公式・非公式に行われているが、それを見ると以下の通りである。
『地方鉄道軌道一覧』→『私鉄要覧』→『民鉄要覧』
- 電車線の甲府駅前開通前
石和町 - 千秋橋東詰間8.4km、柳町 - 甲府駅前間1.3km
- 電車線の甲府駅前開通後
石和町 - 千秋橋東詰間8.4km、柳町 - 錦町間0.4km

現在の『鉄道要覧』の前身であり、『軌道一覧』の後身になる『地方鉄道軌道一覧』『私鉄要覧』『民鉄要覧』における換算。ただし既にこの時点で千秋橋東詰 - 鰍沢間は廃止となっており、『軌道一覧』と単純比較は出来ない。なお後者の区間と値は、1986年度版まで『民鉄要覧』に掲載されていた（掲載の経緯については後述）。
『新版 資料・日本の私鉄』『私鉄史ハンドブック』
甲府 - 鰍沢間15.93km、甲府 - 石和間8.8km
和久田康雄による換算（ただし後者では甲府 - 鰍沢間のみ換算）。この書き方では甲府側の起点が明らかでないほか、早期に廃止となった石和 - 勝沼間の距離については最初から記されていない。またこの値で全体の路線距離を計算すると24.73kmとなり、上の換算値と微妙に合わない。

## 歴史

### 背景
甲府周辺は今でこそ中央本線や中央自動車道が東西を横切り、人や物資はその東西の線を中心軸にこの地域へ入ってくるようになっている。しかし近世以前においては、東西から甲府地域に入るのは極めて至難であった。これらの東西交通路の前身に相当する甲州街道が、甲府盆地の東側にそびえ立つ山々を隧道も何もなくまともに山越えしながら進んでいたためである。これでは人や少々の荷物は運搬出来ても、大量に消費される生活物資など大きな貨物はかさが大きすぎて運ぶことは事実上不可能であった。
そこでこの地域で物資運搬に用いたのが、富士川の舟運である。これは河口から船によってひたすら上流へさかのぼり、遡上の限界点である鰍沢河岸（現在の富士川町）で水揚げして荷車で各地へ運ぶもので、距離は長かったが船を使うため重量物を一気に素早く運搬することが出来る利点があり、江戸時代以降この地域の貨物輸送の標準ルートであった。明治に入ってもそれは同じことで、中央本線の建設が進まずなかなか甲府まで到達しなかったこともあり、20世紀の声を聞く直前に至っても富士川舟運はこの地域の貨物輸送の主役であった。
しかし船から水揚げした先の輸送手段を荷車・馬車に頼っている状態では、明治時代の甲府市街地や周辺市町村の急速な発展に追いつかないため、鰍沢周辺の運送業者が本格的な改良を考え始めた。最初は陸送しないで済むように甲府市内まで運河を掘削し直接船で乗り入れることが考えられたが挫折したため、今度は規模を縮めて途中の小井川（現在の中央市田富地区中心部）まで掘削し、終点から先は馬車鉄道で甲府まで運ぶという案が浮上したのである。

### 山梨馬車鉄道時代

#### 開業

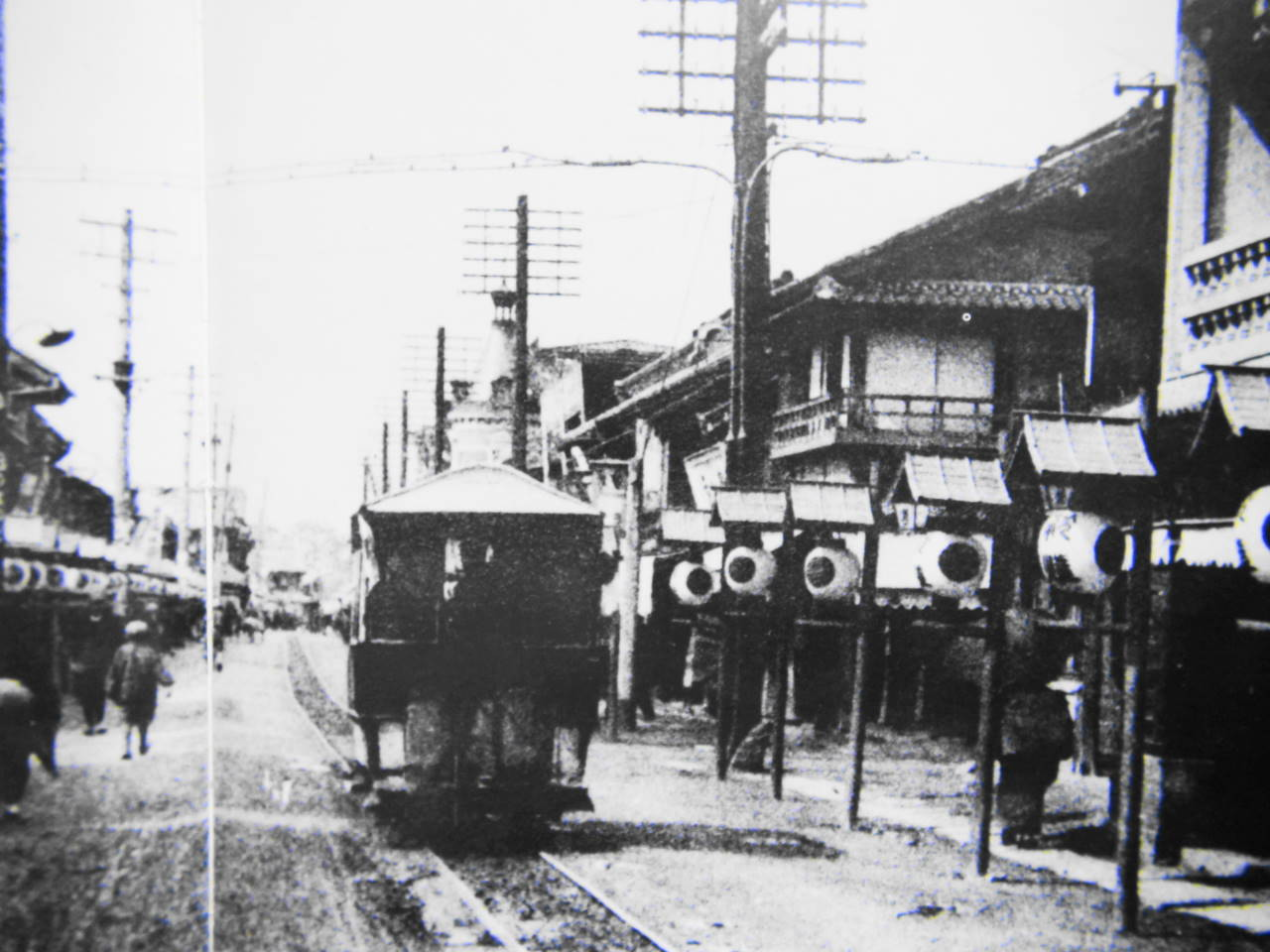
甲府市八日町甲州街道（現在の城東通り）に敷設された山梨馬車鉄道（現在の中央3丁目）付近。大正7年頃の撮影。

この案を提示した事業者は結局計画倒れを起こしてしまったが、甲府市の資産家を中心として1894年に設立された山梨馬車鉄道がその後を継いで甲府 - 鰍沢間の路線を開通させるために動き始め、紆余曲折を経ながら甲府 - 鰍沢間と甲府 - 勝沼間を建設することにした。
この当時、地方では官鉄の路線網から取り残された、もしくは開通が遅れていた都邑の間で馬車鉄道を市内交通・都市間交通として敷設することが相次いでいたために、計画はすんなり波に乗ると思われた。会社側も競合する路線も今のところ存在しない上、将来中央本線の開通により予想される富士川舟運への悪影響や勝沼方面での競合などの懸念事項に対しても、「たとえ開通しても塩などの重くて安い品は、運賃との兼ね合いから富士川舟運の方を使うはずだからこちらにも影響はない」と楽観的であった。
そこに、富士川沿いに甲府へ北上する「駿甲鉄道」の建設計画という思わぬ伏兵が現れる。さらに実際に中央本線の工事が始まると、最初は強気だった経営陣も途端に弱気となり、一気に萎縮して計画見合わせの状態となった。この結果、とりあえずローカル輸送を優先して甲府 - 日川（現在の笛吹市一宮町田中）間のみ開業させようという、かなり規模を小さくした案まで提示された。
ところが伏兵であった駿甲鉄道は1898年に資金繰りが悪化して起業廃止に追い込まれ、にわかに山梨馬車鉄道に運がめぐって来た。敵がいなくなった当社は開業へ向けて工事を進め、1898年4月3日に石和 - 柳町 - 千秋橋東詰間、同年5月24日に勝沼 - 石和間と、市街地南西端から中心市街地を通って甲州街道を東へ進むルートで勝沼方面の路線をまず開業させた。
これと並行して鰍沢への路線も建設され、同年11月に既存の路線の南につなぐ形で千秋橋東詰 - 浅原橋間が開業した。浅原橋は小井川地区の南西端にかかる釜無川の橋で、ここまでの開業となったのは同地区までの運河計画がちょうどこの頃に実現したためであった。
しかし肝心の運河を掘ったものの実際にきちんと船を通すことが出来ないことが分かり、結局計画は失敗に終わった。そのため、運河の代わりに今度は鰍沢など富士川舟運関係者の有志が浅原橋より先の建設に手を上げて鰍沢馬車鉄道を設立、山梨馬車鉄道と折衝の上特許を譲り受けて1901年6月1日に浅原橋 - 鰍沢河岸間を全通させた。ところが鰍沢における中央本線用鉄道資材輸送の特需が減退した途端に経営危機となり、結局1902年12月2日に山梨馬車鉄道に合併、結局鰍沢方面の路線は全部最初の特許通り山梨馬車鉄道のものとなった。
こうして甲府市街地を中心とする長い1本の馬車鉄道線が甲府盆地に誕生したのである。

#### 隆盛と打撃
鰍沢への路線を合併した頃、山梨馬車鉄道は隆盛に達した。ちょうどこの頃中央本線がようやく県内に達し、そこから先で勝沼方面の路線が連絡輸送手段として盛んに利用されるようになったのである。鰍沢方面でもいまだ衰えぬ富士川の舟運と連携して甲府周辺の貨物や身延山への観光客の輸送に活躍し、まさに大入満員の状態であった。
しかし1903年に中央本線が甲府まで開通すると、それまでは勝沼方面の路線で恩恵をもたらしてくれていた同線が並行路線となり、途端に強大な商売敵としてのしかかって来た。勝負をしようにも片や官鉄、片や馬車鉄道では勝負にすらならず、山梨馬車鉄道は勝沼方面の旅客をすべて奪われてしまった。
さらに鰍沢方面の路線でも、上述の「富士川の舟運に影響はないだろうしうちも大丈夫だろう」という当初の会社の楽観的な予測は見事に外れ、開通した途端に人も貨物も一斉に中央本線へ流れて舟運の輸送量は5分の1近く、売上高は半分以下とすさまじい減少に転じてしまい、舟運の存在を前提としている路線の運営に大きな打撃となった。
やむなく会社は勝沼方面では1904年2月に勝沼 - 石和間を廃止して被害を最低限に食い止めるとともに、鰍沢方面では貨物輸送よりも旅客輸送の方に重点を置きながら運営することにし、さらに同年12月27日には甲府駅の駅前まで支線を延ばして路線をT字形に編成し直すなどして何とか状況に適応しようとした。
だが悪いことは続くもので、折から開戦した日露戦争のために行われた軍馬徴発の対象となり、馬車鉄道の動力である馬を全部軍馬として持って行かれてしまうという災難に遭う。中央本線という強大な存在に大打撃を負わされた会社にとってはまさに傷口に塩を塗りつけられたも同然で、ここまで来るとその傷も簡単に癒えるものではなくなりぼろぼろの状態であった。

### 山梨軽便鉄道時代

#### 買収と再度の隆盛
そこで会社が担ぎ出したのが、地元山梨県出身で数々の鉄道会社経営に関わりその辣腕を見せつけていた雨宮敬次郎であった。「軽便王」とあだ名されたくらいに軽便鉄道運営に力を注いだ雨宮はこれを引き受け、1905年5月に一旦同じ実業家の小野金六との共同経営にした後、新会社山梨軽便鉄道を設立して翌1906年12月1日に山梨馬車鉄道の路線を譲り受けた。なおこの際、本社を市街地北東部の下一条町から市街地南の太田町に移転している。
当初は雨宮もかなり経営には苦労したようで、「軽便」の社名通りに当社の路線を馬車鉄道から蒸気動力化・電化することを考えて申請を行ったが失敗し、さらに1907年には大洪水で全線不通となってしまい、「洪水で大打撃を受けた上に石和方面の路線は競合が激しくて駄目かも知れない」と鉄道省への報告書の中で弱音を漏らしたりもしている。
そのような失敗や低迷があったにもかかわらず、大正に入ると急速に経営が立ち直ってついには前身の山梨馬車鉄道時代よりも隆盛を極めることになり、株主への配当が最高で7割にまでなった。この大正中期、1920年前後が同線の全盛期だったと言ってよい。

#### 再打撃
だがそのような華々しい時代も、富士身延鉄道（のちの身延線）によって終焉を迎えることになる。
富士身延鉄道は富士駅から身延を経由して甲府駅を結ぶことを目的としており、ちょうど当社が全盛を迎えている頃に身延駅まで達し、さらに富士川沿いに路線を伸ばしていた。
ここより北に進まれることはすなわち当社にとっては致命傷を意味するものであった。事実、富士身延鉄道の鰍沢より北の免許区間は完全に当社と並行しており、一部には完全に重なってしまう場所もあった。
また甲府市周辺にこの頃から中小の乗合自動車が走り出したことも、当社に大きな打撃を与えることとなった。これに対し会社は対抗して乗合自動車事業に乗り出したものの、焼け石に水の状態で、完全に周囲を包囲された格好になってしまう。さらにかつて蒸気化・電化の話を失敗したまま放置していたつけもここに回って来てしまい、有効な解決策を見出せないまま転落の道をたどって行った。

### 終焉
それを救ったのが、白根町の名士であった金丸宗之助率いる甲府電車軌道（1929年4月11日に山梨電気鉄道と改称）であった。しかし手を差し伸べたのは思惑あってのことであった。実は計画路線の一部が山梨軽便鉄道の路線と重なっており、面倒な競合を起こす前にこちらから買収して芽を摘んでしまおうという、戦略的な考えからの行動だったのである。
1925年1月27日、当社の路線は甲府電車軌道に譲渡された。だが、その扱いは冷淡なものであった。元々先のような計画があったため、会社側は馬鉄線を計画線を敷設するための踏み台としか見なさなかったのである。特に鰍沢方面は、代替となる電車線を富士身延鉄道との競合を避けるべく大きく西側へルートを変更して建設することに決めていたため、路線譲渡を受けた時点で既に「太田町まで電化して利用」「太田町以南は浅原橋まではしばらく馬鉄のまま据え置き」「浅原橋 - 鰍沢河岸間は廃止」と馬鉄線をいかに解体しいかにそのルートを利用するかという具体的な計画を立てていたほどで、ほとんど素材扱いであった。
そしてついに甲府 - 鰍沢間の電車線（後の山梨交通電車線）建設の布石として、馬鉄線の解体が始まった。まず会社は1927年7月1日に千秋橋東詰 - 鰍沢河岸間を休止した。そして翌1928年7月1日には残存区間の石和 - 柳町 - 千秋橋東詰間・柳町 - 甲府駅前間が休止された。これにより全線が休止となり、事実上馬鉄線は全廃された。なおその2週間後の同年7月15日には、千秋橋東詰 - 鰍沢河岸間が休止のまま廃止されている。
休止区間は「電車線化工事完了まで休止」とされ、電車線化を前提条件として休止されていた。このため後に全て電車線の一部として復活される予定であったが、石和 - 柳町間は会社の経営不振から計画倒れとなって工事すら行われなかった。柳町 - 錦町間・柳町 - 千秋橋東詰間も電車線が柳町経由ではなく錦町経由＝舞鶴通り経由で建設されて復活の機会を逸した後、柳町を経由して相生町電停に至るコの字型の計画線の一部としてかろうじて残されたものの、新規に敷設予定だった柳町通りから相生町電停を結ぶ部分の免許が失効した時点で実質的に着工出来なくなり、そのまま放棄される形となった。
その結果、実際に復活したのは錦町 - 甲府駅前間、電車線の電停でいえば警察署前電停手前から甲府駅前電停までの600mのみになってしまった。その区間も1953年のルート変更で一気に短縮してわずか150mとなり、馬鉄線の後継とは名ばかりの状態になっていた。

### 後日談
電車線から取り残された休止区間は、結局廃止許可申請が出されることなく放置された。しかし実際には申請を出さなくとも、休止が電車線として復活させるために行われた処置である以上、電車線化をあきらめた時点で自動的に復活する意思がないということになり、実質的に「廃止」と同等の扱いにするしかなくなる。それにそもそも電車線の計画とは軌間も線路規格も合わない古い馬鉄の線路は早々に撤去され、実態は「廃止」という状態になっていたのだから余計である。
しかし実際には、この休止区間は思わぬ運命をたどった。何と運輸省（現在の国土交通省）が監修していた『民鉄要覧』（現在の『鉄道要覧』）に、この区間が「山梨電気鉄道」名義で「長期休業路線」「事業休止中」として1986年度まで掲載されていたのである。『民鉄要覧』に載るということは特許が維持されていたということであるから、つまりはこの年度まで一連の休止区間は戦前そのままの馬鉄線として免許が維持されていたということになる。
この項目は上述したような周辺の事情や、事業者として掲載されている山梨電気鉄道が最後には強制競売にかけられて解散していることを考えると、謎としか言いようがない。解散後も山梨電気鉄道が休眠会社として存続されてこの区間の特許を持ち続けていたのか、それとも会社存続の有無にかかわらず廃止許可申請がないために「同社に特許あり」として載せ続けていたのか、理由は全く不明の状態である。
この項目は翌1987年度から消滅しているため、この間に書類上特許が消滅したものと考えられる。

### 年表
- 1894年（明治27年） 山梨馬車鉄道設立[6]。本社は下一条町
- 1898年（明治31年）4月3日 石和 - 柳町 - 千秋橋東詰間開業
- 1898年（明治31年）5月24日 勝沼 - 石和間開業
- 1898年（明治31年）11月 千秋橋東詰 - 浅原橋間開業
- 1901年（明治34年）6月1日 鰍沢馬車鉄道により浅原橋 - 鰍沢河岸間開業
- 1902年（明治35年）12月2日 鰍沢馬車鉄道を合併し浅原橋 - 鰍沢河岸間を譲受
- 1904年（明治37年）2月 石和 - 勝沼間廃止
- 1904年（明治37年）12月27日 柳町 - 甲府駅前間開業
- 1905年（明治38年）5月 雨宮敬次郎・小野金六に路線譲渡。一旦個人経営となる
- 1906年（明治39年）12月1日 山梨軽便鉄道に路線譲渡。本社を太田町に移転
- 1907年（明治40年）大洪水により一時全線不通となる。のち復旧
- 1925年（大正14年）1月27日 甲府電車軌道に路線譲渡[7]
- 1927年（昭和2年）7月1日 千秋橋東詰 - 鰍沢河岸間休止
- 1928年（昭和3年）7月1日 石和 - 柳町 - 千秋橋東詰間、柳町 - 甲府駅前間休止。全線休止
- 1928年（昭和3年）7月15日 千秋橋東詰 - 鰍沢河岸間廃止[8]
- 1929年（昭和4年）4月11日 山梨電気鉄道と社名改称[9]
- 1932年（昭和7年）12月27日 錦町 - 甲府駅前間が電車線の一部に流用。休止区間が石和 - 柳町 - 千秋橋東詰間、柳町 - 錦町間となる
- 1986年-1987年（昭和61-62年）この間に石和 - 柳町 - 千秋橋東詰間、柳町 - 錦町間の特許消滅（廃止）

## 駅一覧
古い時代の路線であるため資料が少なく、千秋橋 - 本社 - 石和 - 勝沼間を除いて完全な停留所一覧は残されていない。また甲府駅前への支線の停留所や、山梨軽便鉄道時代の停留所の詳細も分かっていない。以下の一覧は、山梨県立博物館などにわずかに残された山梨馬車鉄道時代の運賃表より作成したものである。
開業当初
1898年、全線が勝沼 - 石和 - 千秋橋東詰間であった頃の停留所で、全停留所が判明している。なおこの時代には柳町停留所は存在しなかった。
勝沼 - 等々力火之見 - 等々力分離 - 矢作橋 - 栗原分離 - 栗原歌田界 - 歌田西口 - 日川橋 - 清野曲線 - 近津 - 万令石 - 二里標 - 石和分離 - 川田分離 - 和戸東勝寺 - 東煉瓦場 - 松原分離 - 山崎分離 - 里垣分離 - 城屋町 - 本社 - 金手町 - 八日町 - 緑橋 - 一蓮寺 - 千秋橋
鰍沢馬鉄合併直後
1903年3月現在。鰍沢馬車鉄道を合併し、路線が最大になった時期のものである。主要な停留所のみ挙げる。
勝沼 - 等々力 - 矢作橋 - 歌田 - 日川橋 - 万霊石 - 石和分離 - 石和 - 川田 - 和戸 - 松原 - 山崎 - 酒折 - 本社 - 八日町 - 柳町角 - 緑橋 - 公園地 - 千秋橋 - 上小河原 - 西条 - 押越 - 中島 - 小井川 - 布施 - 浅原 - 一軒茶屋 - 増穂橋 - 追分 - 昌福寺 - 鰍沢 - 富士川岸
なお上とは別に、小井川 - 鰍沢間は全停留所が判明している。ただしこれは鰍沢馬車鉄道時代のものであり、微妙に停留所名が異なっている。
小井川 - 鏡中条分岐 - 運川 - 浅原橋 - 藤田 - 一軒茶屋 - 南湖北口 - 南湖南口 - 横川 - 増穂橋 - 追分 - 新田 - 鰍沢
勝沼 - 石和間廃止直後
1904年6月現在。勝沼 - 石和間を廃止した後の主要停留所。
石和町 - 川田 - 和戸入口 - 山崎 - 里垣分離 - 城屋町里垣 - 本社 - 八日町 - 柳町角 - 緑橋 - 公園地 - 千秋橋 - 上小河原分離 - 西条 - 押越 - 中嶋分離 - 小井川 - 布施 - 浅原西 - 一軒茶屋 - 増穂村 - 追分 - 昌福寺 - 鰍沢出張所
発行年月は互いにそれほど違わないのであるが、停留所名にいくつもの異同が生じている。甲府駅が開設されて駅前への支線が開通し、さらに山梨軽便鉄道に譲渡されて本社が太田町に移転するなど大変化を遂げた1906年以降は、さらに大きな変更が行われたと思われる。

## 接続路線
- 甲府駅前：中央本線、富士身延鉄道（甲府駅）

## 運行系統・ダイヤ
当社路線の運行系統は一貫して本社を中心としており、ここから列車が石和・勝沼方面は「東行」、鰍沢方面は「西行」として互いに同時発で運転されていた。
山梨馬車鉄道時代は下一条町の本社前が起点であった。1900年6月改正のダイヤによれば、勝沼方面は毎時00分発が勝沼行、12時台を除く毎時30分発が日川行と石和行の交互運転で、始発は5時発勝沼行、終発は19時30分発石和行である。一方、当時まだ途中までしか開通していなかった浅原橋方面は勝沼方面と同じく毎時00分発で、始発は5時発、終発は19時発と、運行間隔が広くやや終車が早かった。
これが山梨軽便鉄道時代になると、本社が太田町に移転したために運行拠点もそちらに移り、さらに甲府駅前まで支線が開業したため新しい運行系統が加わった。時期は不明であるが大正時代初期の改正と思われるダイヤによれば、石和方面は毎時15分・45分発となって区間運転はなく、始発は5時15分発、終発は18時45分とやや減便されている。鰍沢方面も全く同じダイヤ・終発・始発であったが、こちらは時刻が少しずれただけでほとんど変わっていない。
この他に甲府駅前行が存在し、本社から本線上を通って支線を通るルートで運転されていた。こちらは運転間隔がばらばらの上非常に本数が少なく、上記の時刻表によると6便しか存在せず、終発が14時台というありさまであった。

## 運賃
初乗りは1銭であるが、郊外では距離の関係から2銭のところも存在した。
開業年の1898年に制定された運賃では、勝沼方面は本社から石和まで8銭、勝沼までは23銭で、千秋橋東詰方面は千秋橋まで6銭であった。これが鰍沢馬車鉄道の合併により路線が最大となった1903年3月になると、勝沼方面は本社から石和まで10銭、勝沼まで30銭、一方鰍沢方面は小井川まで14銭、鰍沢まで25銭、富士川岸（鰍沢河岸）まで27銭となる。なお勝沼 - 石和間の廃止直後にあたる1904年6月の運賃表によると、中央本線との対抗のためか、石和までの運賃は6銭に引き下げられている。
その後、1906年に会社が山梨軽便鉄道となった際、本社が移転したことにより運賃が改定されており、本社から遠くなった石和までは10銭に再び値上げされ、逆に近くなった鰍沢までは20銭に値下げされた。
運賃収受は乗車券方式で、天理大学附属天理参考館所蔵のものによると後世の路面電車の乗車券のように、横形の小さな長方形の紙片の周りに日付や停留所名を記したものが使用され、鋏を入れて乗車日・乗降停留所を示していた。車内補充券で使われるパンチではなく、改札鋏のように大きなもので鋏を入れており、上記天理参考館所蔵の乗車券でも券の周囲に大きな鋏痕が何ヶ所にもわたって虫食いのように入っているのが確認されている。これらの鋏痕にはいくつか種類があり、部内で鋏の使い分けが行われていたことも分かる。また定期乗車券もあり、縦書きで発行番号と区間を示した横に「定期乗車券」の文字と社名を記し、社印を上から押捺したものものしい券面のものであった。
運賃には現代同様大人・小人・幼児の区別が存在し、幼児は4歳未満で無賃、小人は4歳以上10歳未満で半額であった（端数処理は厘があるため行わない）。学生用の割引運賃や貸切運賃、手荷物料金も存在するなど、かなり本格的な料金体系が構築されていた。
珍しいのが今ならばケージに入れて手荷物扱いにする動物のうち、犬に限ってはそのまま馭者の座る台に乗せて輸送することを認めていたことである。ただし手荷物扱いでないため運賃は人間と同等の扱いで、飼い主は自分と犬の分、2倍の運賃を払う必要があった。

## 輸送・収支実績
| 年度 | 輸送人員（人） | 貨物量（トン） | 営業収入（円） | 営業費（円） | 営業益金（円） | その他益金（円） | その他損金（円） |
| ---- | -------------- | -------------- | -------------- | ------------ | -------------- | ---------------- | ---------------- |
| 1908 | 291,300        |                | 29,520         | 27,987       | 1,533          |                  | 249              |
| 1909 | 339,212        |                | 34,828         | 30,384       | 4,444          |                  | 990              |
| 1910 | 350,426        |                | 34,439         | 31,355       | 3,084          |                  | 556              |
| 1911 | 430,224        |                | 41,372         | 38,933       | 2,439          |                  |                  |
| 1912 | 443,134        |                | 43,746         | 39,762       | 3,984          |                  |                  |
| 1913 | 399,947        |                | 46,319         | 41,987       | 4,332          |                  |                  |
| 1914 | 372,358        |                | 43,193         | 38,546       | 4,647          |                  | 172              |
| 1915 | 377,731        |                | 42,604         | 38,887       | 3,717          |                  |                  |
| 1916 | 412,004        |                | 47,433         | 42,432       | 5,001          |                  |                  |
| 1917 | 465,939        |                | 58,119         | 51,075       | 7,044          |                  |                  |
| 1918 | 502,332        |                | 82,657         | 75,381       | 7,276          | 6,633            | 6,931            |
| 1919 | 524,975        |                | 108,249        | 94,851       | 13,398         | 17,750           | 19,762           |
| 1920 | 502,949        | 582            | 165,591        | 132,216      | 33,375         | 54,849           | 31,619           |
| 1921 | 513,439        | 1,115          | 164,023        | 127,430      | 36,593         |                  |                  |
| 1922 | 413,157        | 1,476          | 165,060        | 128,103      | 36,957         |                  |                  |
| 1923 | 466,463        | 2,118          | 140,184        | 115,946      | 24,238         | 21,907           | 26,369           |
| 1924 | 418,579        | 612            | 117,495        | 120,427      | ▲ 2,932        | 9,525            | 20,051           |
| 1925 | 390,214        | 1,031          | 95,707         | 89,454       | 6,253          |                  | 1,506            |
| 1926 | 327,027        | 672            | 72,980         | 83,323       | ▲ 10,343       |                  |                  |
| 1927 | 149,729        | 322            | 26,763         | 46,130       | ▲ 19,367       |                  | 9,804            |
| 1928 | 44,941         |                | 5,450          | 10,715       | ▲ 5,265        |                  |                  |
| 1929 | 営業休止       |                |                |              |                |                  |                  |

- 鉄道院年報、鉄道院鉄道統計資料、鉄道省鉄道統計資料、鉄道統計資料各年度版より

## その他
- 交換設備を「分離線」、交換可能な停留所を「○○分離」と呼んだり、停留所を「駐車場」と称するなど、当社関連の文書には随所に独特の用語が散見される。特に「駐車場」は馬車時代の名残による用語である。
- 本社 - 千秋橋東詰間を「市内」とし、この区間では市街地のため最徐行運転をしていた。今では考えられないことであるが、この区間では交換を行う場合と交差点にある停留所を通る場合以外は停車せず、何と乗客に飛び乗り・飛び降りをさせていた。これは非公式に行われていたことではなく、実際に運賃表で「市内乗客ニ注意」として「市内ハ運転ヲ徐行スルヲ以テ可成（なるべく）飛乗飛降ナサレ度（たく）候」と明記し、会社自身がなるだけ飛び乗り・飛び降りによって乗降するよう注記している。最徐行とはいえあくまで動いているのだから充分危険行為のはずであり、それを会社が勧めるというのは問題になってもおかしくないはずだが、そうならなかったあたりが当時ののんびりとした社会情勢を端的に示している。
- 運行時間は上述のダイヤ通りであったが、猛暑や極寒など気象条件の厳しい時には始発の繰り下げと終発の繰り上げが行われた。動力が馬という生物であること、それを操る馭者が野ざらしであることを考えると理解出来る処置である。告知は出張所の掲示板や新聞上で行われた。この運転時間短縮は1日や数日間だけ行われるというよりも月単位の長さで行われるものであったらしく、実際に「二月中」と注意書きの書かれた短縮時の時刻表が残されている。
- 当社の時刻表には袖珍版の小さなものが存在した。大きさは手のひらサイズで本社発時刻と各系統の終点発時刻が記された簡便なもので、現代の駅で配っている無料時刻表に通じるものがある。なお現在残されている時刻表はこの袖珍版のものである。
- 富士身延鉄道開通まで鰍沢と甲府を結ぶ重要な交通手段となっていた当社の路線であるが、末期の頃、鰍沢町の一部の住民から危うく廃止推進の意見書を出されそうになったことがある。それによると「軌道が人家側に寄っていて邪魔なだけでなく、雨が降ると馬が跳ね上げた泥が商品について売り物にならなくなる。さらに交通が増えているのに軌道が道を占拠しているせいで交通が滞り、歩行者が危険にさらされることも多々あるので、県道改修のついでに撤去願いたい」とのことであった。この意見書は提出されずに終わったが、これと同様に軌道を「交通の障害」として排斥する論調は1960年代後半から相次いだ路面電車廃止の際にも多用されており、同じことが戦前にもあった事実を示すものとして興味深い。